# Pflerscher Bach
Der Pflerscher Bach (italienisch Fleres), auch Pflerer Bach oder Fernerbach, ist ein 15 Kilometer langer Zufluss des Eisacks in der Gemeinde Brenner. Der Pflerscher Bach entwässert das Pflerschtal, ein Gebiet von 75 km² zwischen 3267 m und 1057 m. Wichtigste Zuflüsse sind der Allrissbach, der Toffringbach, der Hochalmbach und der Valmingbach. Am Bach befinden sich die Weiler von Pflersch sowie Gossensaß.